# Črni Potok pri Dragi
Črni Potok pri Dragi – wieś w Słowenii, w gminie Loški Potok. W 2018 roku liczyła 31 mieszkańców.